# ネステロフ
ネステロフ（ロシア語: Не́стеров, ラテン文字転写: Nesterov）は、ロシアのカリーニングラード州東端の町。人口は3,336人（2021年）。
リトアニアとの国境に近い。歴史的には東プロイセンに属し、1938年まではシュタルペーネン（ドイツ語: Stallupönen; リトアニア語: Stalupėnai; ポーランド語: Stołupiany）の名で知られた。

## 歴史

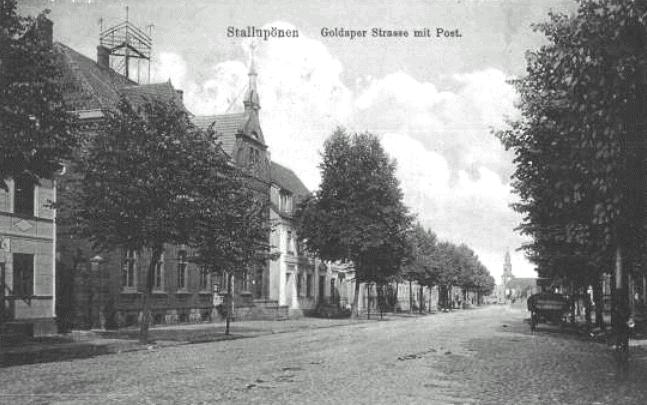
1906年のシュタルペーネンの街並み

中世前期には、この地は古プルーセン人のナドゥルヴィア氏族が住んでいた。13世紀にドイツ騎士団がプルーセン人を征服した後、シュタルペーネン（Stallupoenen / Stallupönen）の名でドイツ騎士団領に編入された。この名は近くのシュタルペ川（リトアニア語: Stalupė）にちなむ。もとは古プロシア語で建つを意味する「stalet」「stalas」と、リトアニア語で川を意味する「upe」からなり、川の上の集落を表す。記録への初出は1539年のことで、「Stallupe」という表記の市場町であった。1525年にはプロシア公領の一部となり、1701年にはプロイセン王国の一部になった。
1721年、プロイセン王フリードリヒ・ヴィルヘルム1世の来訪の際に、町の人々は都市としての権利を請願し、1722年6月22日に市と認められた。1812年にはロシア遠征途上のナポレオン1世が滞在している。
1914年8月17日、ロシア帝国軍は国境を越えてドイツ帝国の東プロイセンへ侵入、シュタルペーネン市とその周囲で第一次世界大戦の東部戦線最初の戦いであるシュタルペーネンの戦いが起きた。ドイツ軍は一旦ロシア軍を押し返すものの、ロシア軍の進撃を止めるには至らなかった。この戦いで、シュタルペーネンはナポレオン戦争での被害に続き大打撃を受けた。
この地には少数民族としてリトアニア人が住んでいたため、第一次大戦後に独立したリトアニア共和国はシュタルペーネンをドイツから割譲させようとしたが失敗している。1938年にナチス政権は、リトアニア語的であるシュタルペーネンという地名を「非ゲルマン的」として、エーベンローデ（ドイツ語: Ebenrode）に変えさせた。
第二次世界大戦末期、この町はソ連の赤軍による東プロイセン攻勢で戦場となり、1945年1月13日に占領された。戦後、東プロイセン北部はソビエト連邦領となり、ドイツ系住民はドイツへ追放された。エーベンローデは東プロイセン攻勢の際、1944年10月にこの付近のカシューベン（現在のイリンスコエ）で戦死した赤軍士官ステパン・ネステロフ（死後ソ連邦英雄とされた）にちなんでネステロフと改名されている。

## 文化と交通
今日、ネステロフはカリーニングラード州のネステロフ地区の中心地である。またロシアにおける少数派リトアニア人の文化的中心地でもある。
カリーニングラード（旧ケーニヒスベルク）とモスクワを結ぶ鉄道と道路が、町のすぐ東でロシア・リトアニア国境を越えている。戦前はソヴィエツク（ティルジット）へ向かう鉄道が分かれていたが、第二次大戦で破壊され再建されなかった。

## 出身者
- フェリックス・シュタイナー (1896-1966) 陸軍軍人、親衛隊大将
- クラウス・テーヴェライト (Klaus Theweleit, 1942-) ドイツの社会学者